# 政治家办报
政治家办报是毛泽东于1957年提出的口号，即要求媒体从业者应以政治家的眼光看待社会事件、从事新闻工作，要使新闻宣传紧密配合国内外政治形势，为中国共产党和中华人民共和国的大局服务。
“政治家办报”的思想被认为是从无产阶级政党诞生起，其领导人就对媒体所持信念和要求，例如早在1879年9月，马克思和恩格斯在为创办《社会民主党人报》给德国社会民主党领导人倍倍尔、李卜克内西和白拉克的信中就表达了类似的观点；毛泽东于1957年提出的另一口号“新闻、旧闻、不闻”，则被认为是对“政治家办报”口号的具体解释：在新闻报道过程中，一件新闻早发表、迟发表或者不发表，都要从政治上来郑重考虑。发表后于己有利的新闻应尽快见报（即“新闻”）；背景不明、真相不清的新闻要暂缓发表（即“旧闻”）；发表后于己不利的新闻要压下不发（即“不闻”）。
1996年1月2日，中共中央总书记江泽民在《在接见解放军报社师以上干部时的讲话》中重新提出“要政治家办报”的要求；2016年2月19日，中共中央总书记习近平则在“党的新闻舆论工作座谈会”上再次提出“政治家办报”的要求。